# Michaela Windisch-Graetz
Michaela Windisch-Graetz (* 1967 in Wien) ist eine österreichische Rechtswissenschaftlerin.

## Leben
Von 1973 bis 1977 besuchte Michaela Windisch-Graetz die Volksschule in Wien XIX und von 1977 bis 1985 das humanistische Gymnasium in Wien XIX. Von 1985 bis 1990 absolvierte sie ein Diplomstudium der Rechtswissenschaften an der Universität Wien und studierte zudem an der Universität Paris II Völkerrecht und internationale Beziehungen. Von 1990 bis 1991 absolvierte sie ein Doktoratsstudium der Rechtswissenschaften. Von 1990 bis 2001 war sie Universitätsassistentin am Institut für Arbeits- und Sozialrecht bei Walter Schrammel. 1991 und 1992 sammelte sie Gerichtspraxis am BGHS, ASG und Straflandesgericht (insgesamt 9 Monate). Von 1995 bis 2003 absolvierte sie ein Diplomstudium der Ethnologie, Nebenfach Tibetologie und Buddhismuskunde. Nach der Habilitation 2002 in den Fächern Arbeits- und Sozialrecht sowie Europäisches Wirtschaftsrecht war sie von 2002 bis 2006 fachkundige Laienrichterin am Obersten Gerichtshof. Seit 2002 lehrt sie als außerordentliche Universitätsprofessorin am Institut für Arbeits- und Sozialrecht der Universität Wien. Von 2004 bis 2016 war sie Mitglied des Arbeitskreises für Gleichbehandlungsfragen der Universität.
2004 erhielt Windisch-Graetz den Leopold-Kunschak-Preis und 2013 den Käthe-Leichter-Preis.
2021 wurde sie korrespondierendes Mitglied der philosophisch-historischen Klasse der Österreichischen Akademie der Wissenschaften (ÖAW).
Sie ist verheiratet und hat zwei Kinder.